# 朱宪焕
长阳王朱宪焕（16世纪—17世纪），明朝长阳恭裕王朱宠游孙，长阳长子朱致楹子。
嘉靖四十三年（1564年），朱致楹去世。隆庆三年（1569年）十月，朱宠游去世。
万历三年（1575年）四月，明神宗派武靖伯趙光遠等為正使、修撰朱賡等為副使，持節冊封朱宪焕為長陽王。朱致楹也因而被追封為悼庄王。万历八年（1580年）四月，神宗御皇極殿，遣定遠侯鄧世棟等為正使持節、翰林院修撰黃鳳翔等為副使，冊封中城兵馬副指揮周叔貴的女兒為長陽王妃。
万历三十四年（1606年）其嫡长子朱术雅受封为长阳长子，后袭封。另有子朱术桂（生于1617年）。